# داميان هيرست
داميان ستيفن هيرست  (بالإنجليزية: Damien Hirst)‏ فنان إنجليزي وهو أبرز عضو في مجموعة تعرف باسم الفنانين البريطانيين الشباب، الذين كانوا يهيمنون على المشهد الفني في بريطانيا خلال العقد 1990 , وهو مشهور عالميا، ويقال في أنه أغنى فنان يعيش في بريطانيا، مع ثروته تبلغ قيمتها 215 مليون جنيه استرليني في عام 2010 قائمة صنداى تايمز للأثرياء. خلال العقد 1990 ترتبط مسيرته ارتباطا وثيقا مع جامع تشارلز ساتشي، ولكن الاحتكاكات المتزايدة وصل إلى ذروته في عامي 2003 ليكتب للعلاقة الانتهاء.

## روابط خارجية
- داميان هيرست على موقع IMDb (الإنجليزية)
- داميان هيرست على موقع الموسوعة البريطانية (الإنجليزية)
- داميان هيرست على موقع مونزينجر (الألمانية)
- داميان هيرست على موقع ميوزك برينز (الإنجليزية)
- داميان هيرست على موقع إن إن دي بي (الإنجليزية)
- داميان هيرست على موقع أول ميوزيك (الإنجليزية)
- داميان هيرست على موقع ديسكوغز (الإنجليزية)
- داميان هيرست على موقع قاعدة بيانات الفيلم (الإنجليزية)